# Tadeusz Krupiński (polityk)
Tadeusz Krupiński (ur. 19 grudnia 1914 w Garnowie Dużym, zm. ?) – polski działacz partyjny i państwowy, przewodniczący Prezydium Wojewódzkiej Rady Narodowej w Warszawie (1956–1958).

## Życiorys
Syn Walentego i Ewy. Od 1937 do 1938 działał w Komunistycznej Partii Polski, od 1943 w Polskiej Partii Robotniczej, w 1948 przekształconej w Polską Zjednoczoną Partię Robotniczą. Odbył kurs partyjny (maj–lipiec 1945) oraz naukę w Szkole Partyjnej przy KC PZPR (1951–1953). W 1945 był instruktorem Komitetu Powiatowego PPR w Ostrowi Mazowieckiej i II sekretarzem KP PPR w Ostrołęce, wchodził też w skład Powiatowej Rady Narodowej w Ostrołęce. Następnie był kierownikiem Wojewódzka Szkoła Partyjnej PPR w Konstancinie (1946–1947), zastępcą kierownika Wydziału Organizacyjnego Warszawskiego Komitetu Wojewódzkiego PPR (1947–1948) i I sekretarzem Komitetu Miejskiego PZPR w Płocku (1948–1949). Od 1950 do 1951 instruktor Wydziału Organizacyjnego Komitetu Centralnego PZPR. W latach 1954–1959 członek Centralnej Komisji Kontroli Partyjnej. Od 11 maja 1956 do 11 lutego 1958 przewodniczył Prezydium Wojewódzkiej Rady Narodowej w Warszawie.